# Henry Inlet
Das Henry Inlet ist eine schmale und vereiste Bucht unmittelbar östlich der Hughes-Halbinsel an der Nordküste der westantarktischen Thurston-Insel. Sie liegt zwischen der Hughes- und der Tinglof-Halbinsel.
Erstmals kartiert wurde sie anhand von Luftaufnahmen der United States Navy, die im Rahmen der Operation Highjump (1946–1947) entstanden. Das Advisory Committee on Antarctic Names benannte sie 1960 nach Robert Henry, der im Zuge der Expedition der US Navy in die Bellingshausen-See im Februar 1960 an der Bestandsaufnahme geographischer Objekte entlang der Eights-Küste beteiligt war.